# Paralabrus rossiae
Paralabrus rossiae è una specie di pesci ossei estinti, appartenenti ai perciformi. Visse nell'Eocene inferiore-medio (circa 50 - 49 milioni di anni fa) e i suoi resti fossili sono stati ritrovati in Italia, nel famoso giacimento di Bolca.

## Descrizione
Questo piccolo pesce non superava i 2 centimetri di lunghezza, e possedeva un corpo allungato e un peduncolo caudale anch'esso allungato. Paralabrus aveva un aspetto complessivo simile a quello degli attuali rappresentanti della famiglia dei labridi (i denti relativamente forti, il profondo peduncolo caudale, la pinna caudale arrotondata) ed era caratterizzato da alcune sinapomorfie ibride come l’oligominerializzazione dello scheletro caudale e dei faringognati. La testa era piuttosto piccola, come anche la bocca dotata di piccoli denti conici disposti in un'unica fila.

## Classificazione
Paralabrus è un rappresentante dei perciformi, un grande gruppo di pesci teleostei rappresentato attualmente da numerosissime famiglie molto diversificate. In particolare, Paralabrus potrebbe essere un rappresentante della famiglia Labridae, ma sembra che la sinapomorfia labride più utile (la presenza di un unico supraneurale) sia dovuta a uno spostamento anteriore delle ossa del cinto pelvico nel singolo esemplare noto. Pertanto gli autori della prima descrizione hanno indicato Paralabrus come un possibile rappresentante dei Labridae.
Paralabrus rossiae è stato descritto per la prima volta nel 2019, sulla base di un esemplare rinvenuto nella ben nota Pesciara di Bolca, in provincia di Verona.